# Кім Чхоль Хо
Кім Чхоль Хо (кор. 김철호; 3 березня 1961) — південнокорейський професійний боксер, чемпіон світу за версією WBC (1981—1982) у другій найлегшій вазі.

## Професіональна кар'єра
На профірингу дебютував 1978 року. 24 січня 1981 року вийшов на бій проти непереможного чемпіона WBC у другій найлегшій вазі Рафаеля Ороно (Венесуела) і переміг нокаутом в дев'ятому раунді. Провівши п'ять успішних захистів, в яких здобув чотири перемоги і одну нічию, 28 листопада 1982 року знов зустрівся в бою з Рафаелем Ороно і програв технічним нокаутом в шостому раунді, втративши звання чемпіона.